# オジーマジムン
オジーマジムンとは沖縄県山原地方の家に住み着く妖怪。

## 概要
家の中で奇妙な歌声が聞こえたり、イラブチャーという海の魚が生きたまま風呂で跳ねているのは大抵この妖怪のいたずらである。

## マジムン
本土の言葉で「おじいさんの妖怪」という意味であるが、マジムンとは本来決まった姿形は持っておらず、姿を取った対象の名前に「マジムン」が付け加えられる。(例 ピーシャ〈ヤギ〉+ヤナムン、アカグヮー〈赤子〉+ マジムン 等)